# Ульрика Элеонора Датская
Ульрика Элеонора Датская (дат. Ulrika Eleonora af Danmark; 11 сентября 1656, Копенгаген — 26 июля 1693, Стокгольм) — королева-консорт Швеции как супруга шведского короля Карла XI.

## Семья
Ульрика была дочерью датского короля Фредерика III и его жены Софии Амалии Брауншвейг-Люнебургской. В 1675 году состоялась её помолвка с королём Швеции Карлом XI, её троюродного племянника (общие предки - датский король Фредерик II и его жена София Мекленбург-Гюстровская). На всём протяжении вспыхнувшей Датско-шведской войны (1675—1679) её уговаривали отказаться от этого брачного союза по политическим причинам и предлагали обручить её с императором Священной Римской Империи Леопольдом I, однако она отказалась расторгнуть помолвку с Карлом. Она заслужила хорошую репутацию в стране её мужа, проявляя доброту к шведским пленным во время войны: для обеспечения их всем необходимым в плену она даже заложила собственные драгоценности, включая обручальное кольцо.
Она вышла замуж за Карла 6 мая 1680 года. У них было семь детей, из которых только трое дожили до совершеннолетия:
- Гедвига София (1681—1708), позже герцогиня Гольштейн-Готторпская, бабушка Петра III
- Карл (1682—1718), король Швеции с 1697 по 1718 гг.
- Густав (1683—1685)
- Ульрих (1684—1685)
- Фредерик (1685—1685)
- Карл Густав (1686—1687)
- Ульрика Элеонора (1688—1741), королева Швеции с 1718 по 1720 гг[5].

## Королева

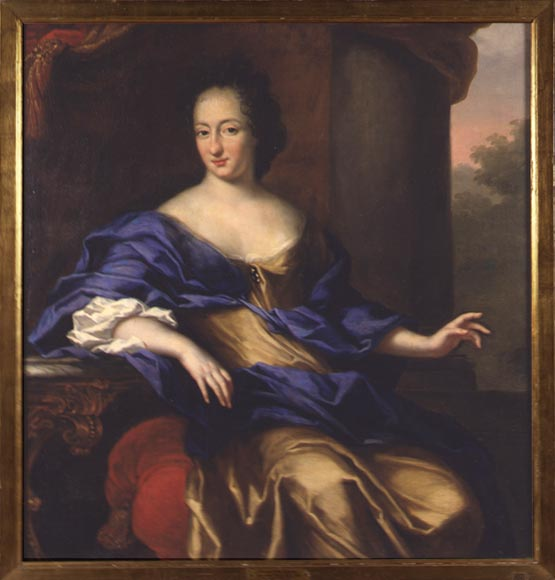
Портрет работы Давида Клёккера-Эренстраля, 1681 год

Современники отзывались об Ульрике Элеоноре как о красивой и доброй королеве. Особую поддержку шведского населения она снискала, благодаря тому, что олицетворяла надежду на мир между двумя враждовавшими странами.
Согласно легенде, её супруг никогда не изменял ей, что было редкостью для того времени. На смертном одре он признался своей матери, что не был счастлив с тех пор, как умерла его жена. Тем не менее, о нём говорили, как о весьма сдержанном в чувствах человеке, а кроме того, на протяжении всей жизни он находился под сильным влиянием матери, Гедвиги Элеоноры Гольштейн-Готторпской, не уступавшей своей невестке позиций правящей королевы.
В то время как между Данией и Швецией сохранялись натянутые отношения из-за войны, Гедвига Элеонора (как и парламент) не одобряла намерения сына жениться на датской принцессе. Возможно, с целью угодить им и показать, что Ульрика Элеонора не может воздействовать на него, король всегда называл её Моя жена, а мать — Королевой. Зная об этом, иностранные послы, свидетельствуя своё почтение членам королевской семьи, всегда в первую очередь наносили визит Гедвиге Элеоноре, а уже затем Ульрике Элеоноре.
Семейная жизнь Ульрики Элеоноры складывалась заметно лучше. Самыми счастливыми моментами для неё были посещения родственников — её сестры Фредерики Амалии и зятя Кристиана Альбрехта Гольштейн-Готторпского, а также дни, когда она вместе с супругом и их детьми уединялись во дворце Карлберг, расположенном неподалёку от Стокгольма. Там, вдали от двора, она занималась живописью. Она также интересовалась театром и танцами и участвовала в постановке пьес вместе с придворными дамами. Среди дворян, участвующих в её любительских выступлениях, были сёстры Кёнигсмарк, Аврора и Амалия Вильгельмина, а из фрейлин — сёстры Делагарди, певица Эбба Мария и поэтесса Йоханна Элеонора.
Тем не менее, она всё же делала попытки обрести политическое влияние на супруга. В период возврата в собственность шведской короны земель, большинство которых были щедро пожалованы дворянству ещё королевой Кристиной, Ульрика Элеонора пыталась выступать от имени людей, чьё имущество было конфисковано правительством, но король сказал, что женился на ней отнюдь не ради её советов относительно государственной политики. Она всё же тайно помогала тем, кто находился в наиболее бедственном положении, выделяя им средства из собственного бюджета.
Помимо этого, она активно занималась благотворительностью: ею были основаны множество сиротских и вдовьих приютов, работных домов и школ для бедняков, где их обучали какому-либо ремеслу. Самыми известными её проектами такого рода стали Drottninghuset (рус. Дом королевы), жилище для вдов в Стокгольме, и школа для девушек в Карлберге, где воспитанницы учились ткать шпалеры. Используя собственные деньги, Ульрика Элеонора оказывала поддержку многим нуждавшимся: солдатам-инвалидам и их семьям, а также перешедшим в протестантизм евреям, католикам и мусульманам (особенно женщинам).
В честь Ульрики Элеаноры Датской названа Адмиралтейская церковь в Карлскруне (Ульрика-Пия или Ульрика Благочестивая).

## Смерть

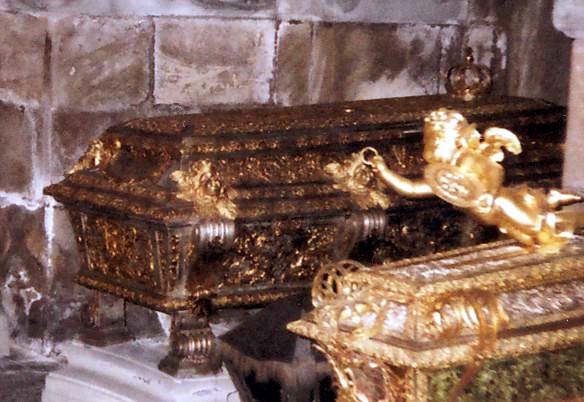
Гробница Ульрики Элеоноры в церкви Риддархольмена

В 1690 году король Карл назвал Ульрику Элеонору возможным регентом, в случае, если он умрёт до достижения их сыном совершеннолетия. Однако её здоровье ухудшилось из-за частых родов и три года спустя, проболев зиму 1692-93 годов, она умерла. Только после её смерти супруг называл её королевой.
Существует легенда о её смерти. Она гласит, что в то время, когда королева умирала во дворце Карлберг, её любимая фрейлина, графиня Мария Элисабет Стенбок, лежала больная в Стокгольме. В ночь, когда Ульрика Элеонора скончалась, графиня Стенбок посетила Карлберг и была допущена в комнату, где находилась усопшая. Один из офицеров, заглянув в замочную скважину, заметил королеву и графиню, беседовавших у окна. Он был так потрясён увиденным, что начал кашлять кровью. В тот же момент графиня и экипаж, в котором она приехала, исчезли. Когда провели расследование, выяснилось, что тяжело больная графиня в ту ночь находилась у себя дома и не покидала город. Офицер умер от удара, графиня Стенбок скончалась чуть позже. Король отдал приказ никоим образом не упоминать о случившемся.